# كورا إيفانز
كورا إيفانز (بالإنجليزية: Cora Evans)‏ هي قائدة دينية أمريكية، ولدت في 1904، وتوفيت في 30 مارس 1957.